# Nana Eshun
Nana Eshun (Kumasi, 1982. december 12. –) ghánai labdarúgó, az egyiptomi Asyut Petroleum csatára.